# Rogowiec (stacja kolejowa)
Rogowiec – stacja kolejowa na linii kolejowej nr 848 Zarzecze - Biały Ług, będącej kontynuacją linii kolejowej nr 24 z Piotrkowa Trybunalskiego.

## Historia
Stacja została wybudowana razem z liniami kolejowymi nr 24 i 848 w 1977 roku. Obsługuje ruch towarowy dla Elektrowni Bełchatów oraz firm Sempertans i Betrans. 
W latach 1984–2000 na stacji zatrzymywały się również pociągi pasażerskie zestawione z wagonów piętrowych dowożące pracowników do Elektrowni Bełchatów. Po zawieszeniu ruchu pasażerskiego i zamknięciu znajdujących się na linii kolejowej nr 24 stacji w Woli Krzysztoporskiej i Bełchatowie, jest to jedyna stacja na obu liniach poza Piotrkowem Trybunalskim.